# Acanthoscurria gomesiana
Acanthoscurria gomesiana är en spindelart som beskrevs av Cândido Firmino de Mello-Leitão 1923. 
Acanthoscurria gomesiana ingår i släktet Acanthoscurria och familjen fågelspindlar. Inga underarter finns listade i Catalogue of Life.

## Bildgalleri

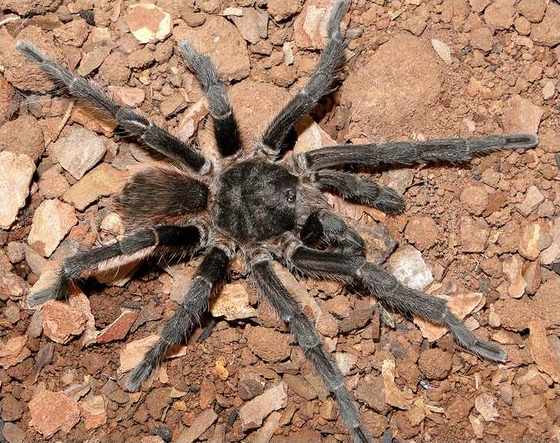
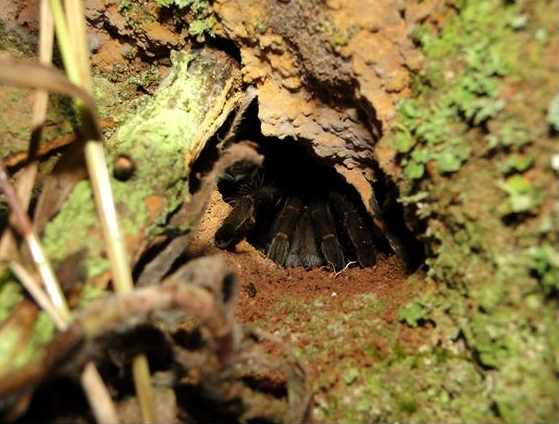
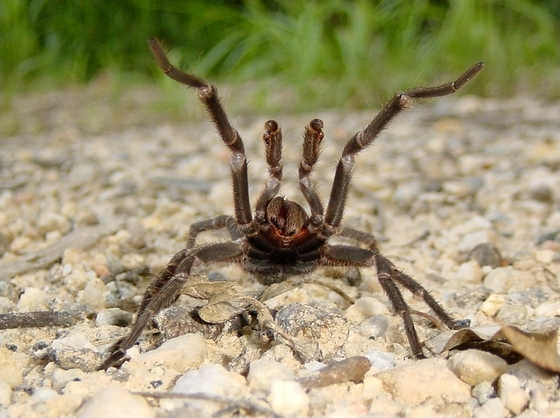